# Cymindis discoidea
Cymindis discoidea es una especie de escarabajo de la familia Carabidae.

## Distribución geográfica
Se distribuye por el sur de Europa.